# 田楽村
田楽村（たらがむら）は、愛知県東春日井郡にかつてあった村である。
現在の春日井市北西部（上田楽町、田楽町など）に該当する。

## 歴史
- 1889年（明治22年）10月1日 - 田楽村と大手池新田が合併し、田楽村が発足。
- 1906年（明治39年）7月16日] - 片山村と合併し、鷹来村発足。同日田楽村廃止。

## 教育
- 田楽尋常小学校（現・春日井市立鷹来小学校）